# برترین گلزنان جام جهانی فوتبال

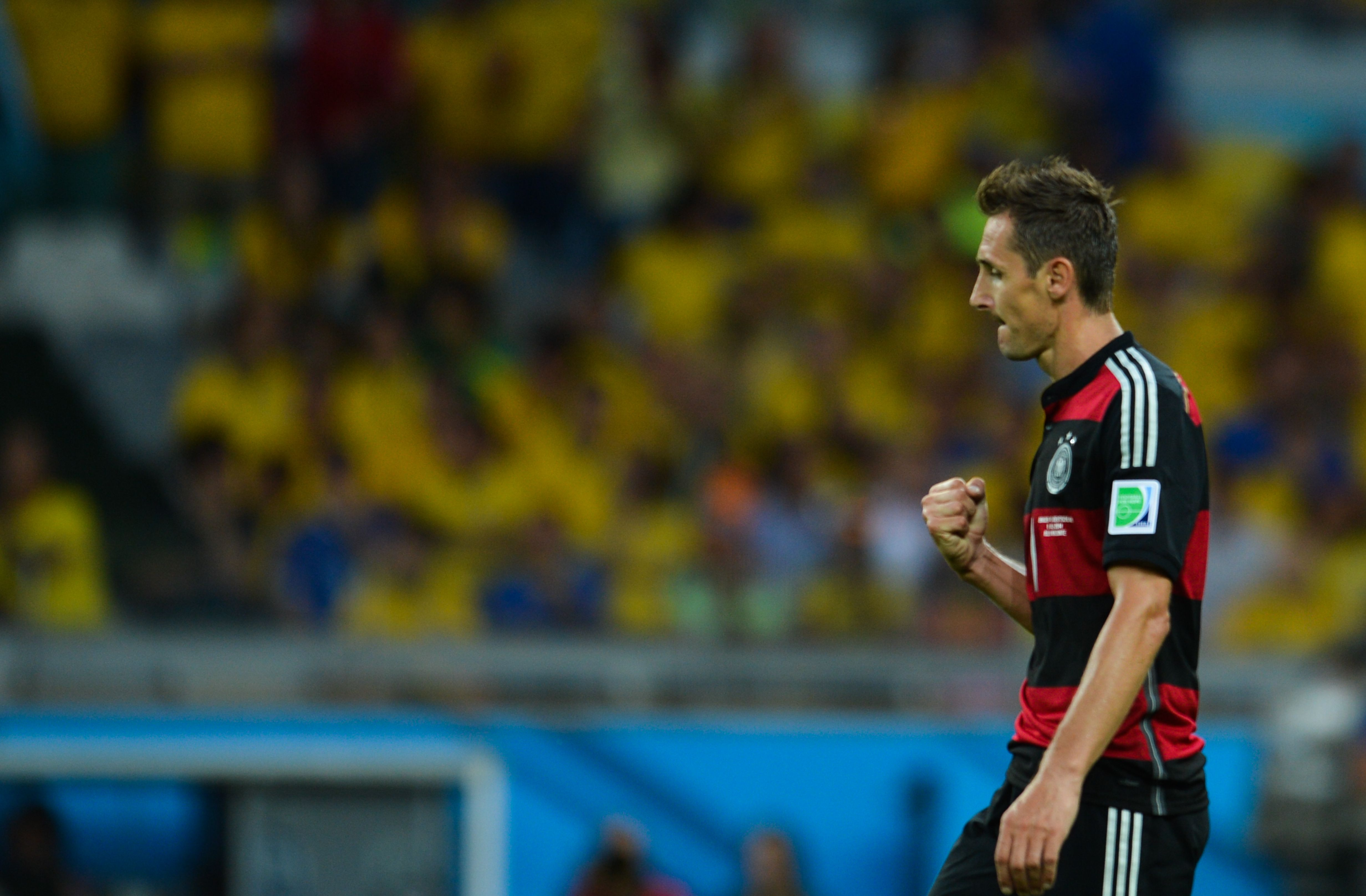
میروسلاو کلوزه در حال شادی پس از شانزدهمین گلش

بدون احتساب پنالتی‌های زده‌شده در طول ضربات پنالی پایان بازی، بیش از ۲۰۰۰ گل در ۲۱ دوره از مسابقات جام جهانی فوتبال به ثمر رسیده‌است. از اولین گلی که لوسین لوران بازیکن تیم ملی فوتبال فرانسه در جام جهانی فوتبال ۱۹۳۰ به ثمر رساند، بیش از ۱۲۵۰ فوتبالیست در مسابقات نهایی جام جهانی گل زده‌اند که فقط ۹۷ نفر از آنها ۵ گل یا بیشتر زده‌اند.
برترین گلزن دورهٔ نخست جام جهانی با هشت گل، گیرمو استابیله بازیکن تیم ملی فوتبال آرژانتین بود. از آن زمان، تنها ۲۲ بازیکن در تمام بازی‌های جام جهانی بیشتر از استابیله در طول مسابقات ۱۹۳۰ گل زده‌اند. شاندور کوچیش بازیکن تیم ملی فوتبال مجارستان با ۱۲ گل در جام جهانی ۱۹۵۴ اولین کسی بود که توانست رکورد استابیله را بشکند. در تورنمنت بعدی، ژوست فونتن فرانسوی این رکورد را با ۱۳ گل در شش بازی بهبود بخشید. گرد مولر برای آلمان غربی در سال ۱۹۷۰ ۱۰ گل زد و با زدن چهاردهمین گل خود در فینال ۱۹۷۴ علاوه بر قهرمانی آلمان، رکورد کلی را نیز شکست. رکورد او برای بیش از سه دهه پابرجا بود تا اینکه رونالدو در میان جام‌های جهانی ۱۹۹۸ و ۲۰۰۶ ۱۵ گل برای تیم ملی فوتبال برزیل به ثمر رساند و رکورد مولر را شکست. میروسلاو کلوزه در چهار تورنمنت متوالی بین ۲۰۰۲ و ۲۰۱۴ رکورد ۱۶ گل را به نام خود ثبت کرد که همچنان پابرجاست.
| گل‌ها           | ≥۱۱ | ۱۰ | ۹ | ۸ | ۷ | ۶  | ۵  | ۴   | ۳   | ۲    | ۱    | مجموع  |
| -------------- | --- | -- | - | - | - | -- | -- | --- | --- | ---- | ---- | ------ |
| تعداد بازیکنان | ۷   | ۶  | ۹ | ۷ | ۸ | ۲۶ | ۳۴ | >۵۰ | >۹۰ | >۲۰۰ | >۷۵۰ | >۱٬۲۵۰ |

از بین تمام بازیکنانی که در جام جهانی بازی کرده‌اند، تنها شش نفر به‌طور میانگین دو گل یا بیشتر در هر بازی زده‌اند: کوچیش، فونتن، استابیله، اولگ سالنکو، یوزف هوگی، و ارنشت ویلیموسکی که ویلیموسکی تنها در بازی لهستان مقابل برزیل در سال ۱۹۳۸ توانست ۴ گل به ثمر برساند. از میان ۹۷ گلزن برتر از ۲۸ کشور، ۱۴ بازیکن برای برزیل و ۱۴ بازیکن دیگر برای آلمان یا آلمان غربی گلزنی کرده‌اند. در مجموع، ۶۴ فوتبالیست از یوفا (اروپا)، ۲۹ نفر از کونمبول (آمریکای جنوبی) و تنها چهار بازیکن از کشورهای دیگر آمده‌اند: کامرون، غنا، استرالیا، و ایالات متحده.
فونتین با ۱۳ گل در سال ۱۹۵۸ همچنان رکورد بیشترین گلِ زده در یک تورنمنت را در اختیار دارد. سایر بازیکنانی که بیشترین تعداد گل زده در یک دوره را ثبت کردند، کوچیش در سال ۱۹۵۴، مولر در سال ۱۹۷۰ و اوزه‌بیو در سال ۱۹۶۶ بودند که به ترتیب ۱۱، ۱۰ و ۹ گل به ثمر رساندند. کمترین گل زده در جام جهانی ۱۹۶۲ بود، که شش بازیکن هر کدام تنها ۴ گل به ثمر رساندند و مشترکاً آقای گل شدند. در ۲۱ دورهٔ جام جهانی، ۳۰ فوتبالیست بیشترین گل مسابقات را به خود اختصاص داده‌اند و هیچ‌کس دو بار به این موفقیت دست نیافته‌است. ۹ نفر از آنها حداقل ۷ گل در یک تورنمنت به ثمر رساندند، در حالی که جرزینیو تنها فوتبالیستی است که حداقل هفت گل به ثمر رسانده بدون اینکه بهترین گلزن آن دوره (در سال ۱۹۷۰) باشد. این ۳۰ گلزن برتر برای ۱۹ کشور بازی کردند. بیشترین (پنج) برای برزیل، پنج نفر دیگر از دیگر کشورهای آمریکای جنوبی و ۲۰ بازیکن باقی مانده از اروپا آمده‌اند.

## برترین گلزنان

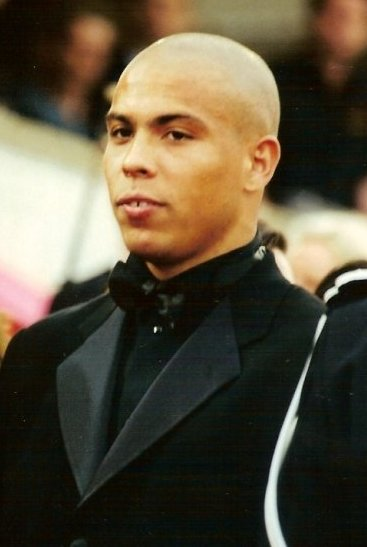
رونالدو با زدن ۱۵ گل، از جمله دو گل در فینال جام جهانی فوتبال ۲۰۰۲ در میان بازیکنانی که بیشترین گل را به ثمر رسانده‌اند، در رتبهٔ دوم قرار دارد.

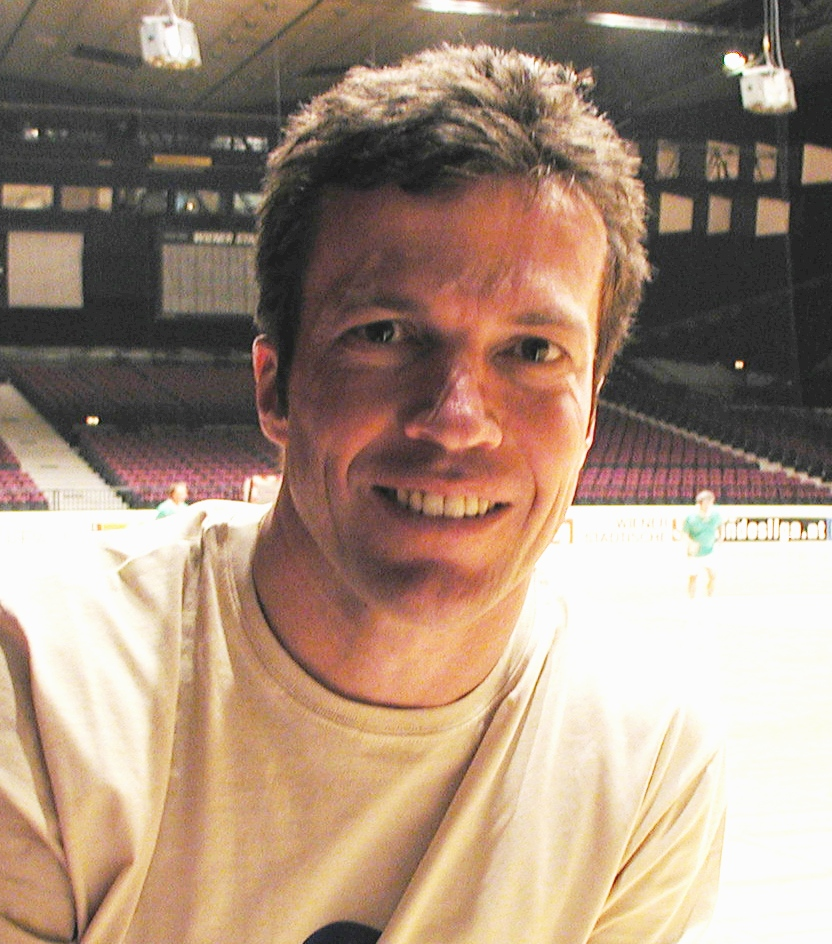
لوتار ماتئوس در ۲۵ بازی خود در جام جهانی ۶ گل به ثمر رساند.

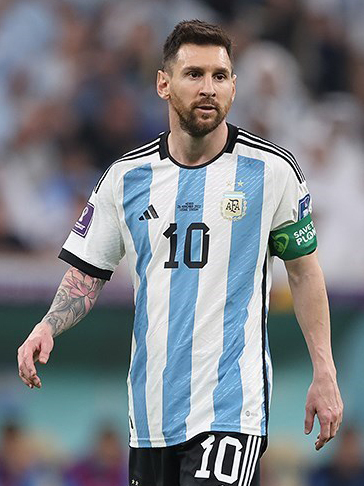
لیونل مسی آرژانتینی رکورد ۲۶ بازی جام جهانی را در مجموع پنج دوره به ثبت رسانده‌است.

| ♦   | نشان‌دهنده برترین گلزنان ملی (یا گلزنان مشترک) در جام جهانی است                                 |
| #   | نشان‌دهندهٔ بازیکنانی است که هنوز در سطح بین‌المللی فعالیت دارند                                  |
| [ ] | به تورنمنت‌هایی اشاره می‌کند که در آن بازیکن بخشی از تیم بود، اما در هیچ مسابقه‌ای بازی نکرد      |
| ()  | به تورنمنت‌هایی اشاره می‌کند که در آن بازیکن دست کم در یک مسابقه بازی کرد، اما گلی به ثمر نرساند |

| ردیف | بازیکن                 | تیم                 | گل‌های زده | تعداد بازی | گل به‌ازای بازی | تورنمت‌ها                          | توضیحات         |
| ---- | ---------------------- | ------------------- | --------- | ---------- | -------------- | --------------------------------- | --------------- |
| ۱    | میرواسلاو کلوزه♦       | آلمان               | ۱۶        | ۲۴         | ۰٫۶۷           | ۲۰۰۲، ۲۰۰۶، ۲۰۱۰، ۲۰۱۴            | فهرست گل‌ها      |
| ۲    | رونالدو♦               | برزیل               | ۱۵        | ۱۹         | ۰٫۷۹           | [۱۹۹۴]، ۱۹۹۸، ۲۰۰۲، ۲۰۰۶          | فهرست گل‌ها      |
| ۳    | گرد مولر               | آلمان غربی          | ۱۴        | ۱۳         | ۱٫۰۸           | ۱۹۷۰، ۱۹۷۴                        | فهرست گل‌ها      |
| ۴    | ژوست فونتن♦            | فرانسه              | ۱۳        | ۶          | ۲٫۱۷           | ۱۹۵۸                              | فهرست گل‌ها      |
| ۴    | لیونل مسی#♦            | آرژانتین            | ۱۳        | ۲۶         | ۰٫۵۰           | ۲۰۰۶، (۲۰۱۰)، ۲۰۱۴، ۲۰۱۸، ۲۰۲۲    | فهرست گل‌ها      |
| ۵    | پله                    | برزیل               | ۱۲        | ۱۴         | ۰٫۸۶           | ۱۹۵۸، ۱۹۶۲، ۱۹۶۶، ۱۹۷۰            | فهرست گل‌ها      |
| ۵    | کیلیان امباپه#         | فرانسه              | ۱۲        | ۱۴         | ۰٫۸۶           | ۲۰۱۸، ۲۰۲۲                        | فهرست گل ها     |
| ۶    | شاندور کوچیش♦          | مجارستان            | ۱۱        | ۵          | ۲٫۲۰           | ۱۹۵۴                              | فهرست گل‌ها      |
| ۶    | یورگن کلینزمن          | آلمان غربی · آلمان  | ۱۱        | ۱۷         | ۰٫۶۵           | ۱۹۹۰، ۱۹۹۴, ۱۹۹۸                  | فهرست گل‌ها      |
| ۸    | هلموت ران              | آلمان غربی          | ۱۰        | ۱۰         | ۱٫۰۰           | ۱۹۵۴، ۱۹۵۸                        | فهرست گل‌ها      |
| ۸    | گری لینکر♦             | انگلستان            | ۱۰        | ۱۲         | ۰٫۸۳           | ۱۹۸۶، ۱۹۹۰                        | فهرست گل‌ها      |
| ۸    | گابریل باتیستوتا       | آرژانتین            | ۱۰        | ۱۲         | ۰٫۸۳           | ۱۹۹۴، ۱۹۹۸، ۲۰۰۲                  | فهرست گل‌ها      |
| ۸    | تئوفیلو کوبیلاس♦       | پرو                 | ۱۰        | ۱۳         | ۰٫۷۷           | ۱۹۷۰، ۱۹۷۸، (۱۹۸۲)                | فهرست گل‌ها      |
| ۸    | توماس مولر#            | آلمان               | ۱۰        | ۱۹         | ۰٫۵۹           | ۲۰۱۰، ۲۰۱۴، (۲۰۱۸)، (۲۰۲۲)        | فهرست گل‌ها      |
| ۸    | گژگوش لاتو♦            | لهستان              | ۱۰        | ۲۰         | ۰٫۵۰           | ۱۹۷۴، ۱۹۷۸، ۱۹۸۲                  | فهرست گل‌ها      |
| ۱۴   | اوزه‌بیو♦               | پرتغال              | ۹         | ۶          | ۱٫۵۰           | ۱۹۶۶                              | فهرست گل‌ها      |
| ۱۴   | کریستین ویری♦          | ایتالیا             | ۹         | ۹          | ۱٫۰۰           | ۱۹۹۸، ۲۰۰۲                        | فهرست گل‌ها      |
| ۱۴   | واوا                   | برزیل               | ۹         | ۱۰         | ۰٫۹۰           | ۱۹۵۸، ۱۹۶۲                        | [ ۲۷ ]          |
| ۱۴   | داوید ویا♦             | اسپانیا             | ۹         | ۱۲         | ۰٫۷۵           | ۲۰۰۶، ۲۰۱۰، ۲۰۱۴                  | فهرست گل‌ها      |
| ۱۴   | پائولو روسی♦           | ایتالیا             | ۹         | ۱۴         | ۰٫۶۴           | ۱۹۷۸، ۱۹۸۲، [۱۹۸۶]                | فهرست گل‌ها      |
| ۱۴   | جرزینیو                | برزیل               | ۹         | ۱۶         | ۰٫۵۶           | (۱۹۶۶)، ۱۹۷۰، ۱۹۷۴                | فهرست گل‌ها      |
| ۱۴   | روبرتو باجو♦           | ایتالیا             | ۹         | ۱۶         | ۰٫۵۶           | ۱۹۹۰، ۱۹۹۴، ۱۹۹۸                  | فهرست گل‌ها      |
| ۱۴   | کارل-هاینتس رومنیگه    | آلمان غربی          | ۹         | ۱۹         | ۰٫۴۷           | ۱۹۷۸، ۱۹۸۲، ۱۹۸۶                  | فهرست گل‌ها      |
| ۱۴   | اووه زلر               | آلمان غربی          | ۹         | ۲۱         | ۰٫۴۳           | ۱۹۵۸، ۱۹۶۲، ۱۹۶۶، ۱۹۷۰            | [ ۳۳ ]          |
| ۲۳   | گیرمو استابیله         | آرژانتین            | ۸         | ۴          | ۲٫۰۰           | ۱۹۳۰                              | فهرست گل‌ها      |
| ۲۳   | لئونیداس دا سیلوا      | برزیل               | ۸         | ۵          | ۱٫۶۰           | ۱۹۳۴، ۱۹۳۸                        | فهرست گل‌ها      |
| ۲۳   | آدمیر مارکز منز        | برزیل               | ۸         | ۶          | ۱٫۳۳           | ۱۹۵۰                              | فهرست گل‌ها      |
| ۲۳   | اسکار میکوئز♦          | اروگوئه             | ۸         | ۷          | ۱٫۱۴           | ۱۹۵۰، ۱۹۵۴                        | [ ۴۰ ]          |
| ۲۳   | ریوالدو                | برزیل               | ۸         | ۱۴         | ۰٫۵۷           | ۱۹۹۸، ۲۰۰۲                        | فهرست گل‌ها      |
| ۲۳   | رودی فولر              | آلمان غربی · آلمان  | ۸         | ۱۵         | ۰٫۵۳           | ۱۹۸۶، ۱۹۹۰، ۱۹۹۴                  | فهرست گل‌ها      |
| ۲۳   | نیمار#                 | برزیل               | ۸         | ۱۵         | ۰٫۶۰           | ۲۰۱۴، ۲۰۱۸، ۲۰۲۲                  | فهرست گل‌ها      |
| ۲۳   | کریستیانو رونالدو#     | پرتغال              | ۸         | ۲۳         | ۰٫۴۱           | ۲۰۰۶، ۲۰۱۰، ۲۰۱۴، ۲۰۱۸، ۲۰۲۲      | فهرست گل‌ها      |
| ۲۳   | دیگو مارادونا          | آرژانتین            | ۸         | ۲۱         | ۰٫۳۸           | ۱۹۸۲، ۱۹۸۶، (۱۹۹۰)، ۱۹۹۴          | فهرست گل‌ها      |
| ۳۰   | اولدریش نیدلی♦         | چکسلواکی            | ۷         | ۶          | ۱٫۱۷           | ۱۹۳۴، ۱۹۳۸                        | [ nb ۴ ] [ ۴۶ ] |
| ۳۰   | لایوس تیشی             | مجارستان            | ۷         | ۸          | ۰٫۸۸           | ۱۹۵۸، ۱۹۶۲، [۱۹۶۶]                | فهرست گل‌ها      |
| ۳۰   | کارکا                  | برزیل               | ۷         | ۹          | ۰٫۷۸           | ۱۹۸۶، ۱۹۹۰                        | [ ۴۸ ]          |
| ۳۰   | جانی رپ♦               | هلند                | ۷         | ۱۳         | ۰٫۵۴           | ۱۹۷۴، ۱۹۷۸                        | [ ۴۹ ]          |
| ۳۰   | آندژی شارماخ           | لهستان              | ۷         | ۱۳         | ۰٫۵۴           | ۱۹۷۴، ۱۹۷۸، ۱۹۸۲                  | [ ۵۰ ]          |
| ۳۰   | لوییس سوارز#           | اروگوئه             | ۷         | ۱۶         | ۰٫۴۷           | ۲۰۱۰، ۲۰۱۴، ۲۰۱۸، ۲۰۲۲            | فهرست گل‌ها      |
| ۳۰   | هانس شیفر              | آلمان غربی          | ۷         | ۱۵         | ۰٫۴۷           | ۱۹۵۴، ۱۹۵۸، (۱۹۶۲)                | [ ۵۲ ]          |
| ۳۸   | یوزف هوگی♦             | سوئیس               | ۶         | ۳          | ۲٫۰۰           | ۱۹۵۴                              | [ ۵۳ ]          |
| ۳۸   | اولگ سالنکو♦           | روسیه               | ۶         | ۳          | ۲٫۰۰           | ۱۹۹۴                              | فهرست گل‌ها      |
| ۳۸   | گئورگی سروسی           | مجارستان            | ۶         | ۵          | ۱٫۲۰           | ۱۹۳۴، ۱۹۳۸                        | [ ۵۵ ]          |
| ۳۸   | ماکس مورلوک            | آلمان غربی          | ۶         | ۵          | ۱٫۲۰           | ۱۹۵۴                              | [ ۵۶ ]          |
| ۳۸   | اریش پروبست♦           | اتریش               | ۶         | ۵          | ۱٫۲۰           | ۱۹۵۴                              | [ ۵۷ ]          |
| ۳۸   | هری کین#               | انگلستان            | ۶         | ۶          | ۱٫۰۰           | ۲۰۱۸                              | فهرست گل‌ها      |
| ۳۸   | سالواتوره اسکیلاچی     | ایتالیا             | ۶         | ۷          | ۰٫۸۶           | ۱۹۹۰                              | فهرست گل‌ها      |
| ۳۸   | داور شوکر♦             | یوگسلاوی · کرواسی   | ۶         | ۸          | ۰٫۷۵           | [۱۹۹۰]، ۱۹۹۸، (۲۰۰۲)              | فهرست گل‌ها      |
| ۳۸   | خامس رودریگز♦#         | کلمبیا              | ۶         | ۸          | ۰٫۷۵           | ۲۰۱۴، (۲۰۱۸)                      | فهرست گل‌ها      |
| ۳۸   | هلموت هالر             | آلمان غربی          | ۶         | ۹          | ۰٫۶۷           | (۱۹۶۲)، ۱۹۶۶، (۱۹۷۰)              | [ ۶۳ ]          |
| ۳۸   | هریستو استویچکوف♦      | بلغارستان           | ۶         | ۱۰         | ۰٫۶۰           | ۱۹۹۴، (۱۹۹۸)                      | فهرست گل‌ها      |
| ۳۸   | دیگو فورلان            | اروگوئه             | ۶         | ۱۰         | ۰٫۶۰           | ۲۰۰۲، ۲۰۱۰، (۲۰۱۴)                | فهرست گل‌ها      |
| ۳۸   | آساموا جیان♦           | غنا                 | ۶         | ۱۱         | ۰٫۵۵           | ۲۰۰۶، ۲۰۱۰، ۲۰۱۴                  | فهرست گل‌ها      |
| ۳۸   | دنیس برکمپ             | هلند                | ۶         | ۱۲         | ۰٫۵۰           | ۱۹۹۴، ۱۹۹۸                        | فهرست گل‌ها      |
| ۳۸   | راب رنسنبرینک          | هلند                | ۶         | ۱۳         | ۰٫۴۶           | ۱۹۷۴، ۱۹۷۸                        | [ ۶۸ ]          |
| ۳۸   | روبرتو ریولینو         | برزیل               | ۶         | ۱۵         | ۰٫۴۰           | ۱۹۷۰، ۱۹۷۴، (۱۹۷۸)                | [ ۶۹ ]          |
| ۳۸   | ببتو                   | برزیل               | ۶         | ۱۵         | ۰٫۴۰           | (۱۹۹۰)، ۱۹۹۴، ۱۹۹۸                | فهرست گل‌ها      |
| ۳۸   | آرین روبن              | هلند                | ۶         | ۱۵         | ۰٫۴۰           | ۲۰۰۶، ۲۰۱۰، ۲۰۱۴                  | فهرست گل‌ها      |
| ۳۸   | زبیگنیف بونیک          | لهستان              | ۶         | ۱۶         | ۰٫۳۸           | ۱۹۷۸، ۱۹۸۲، (۱۹۸۶)                | فهرست گل‌ها      |
| ۳۸   | تیری آنری              | فرانسه              | ۶         | ۱۷         | ۰٫۳۵           | ۱۹۹۸، (۲۰۰۲)، ۲۰۰۶، (۲۰۱۰)        | فهرست گل‌ها      |
| ۳۸   | وسلی اسنایدر           | هلند                | ۶         | ۱۷         | ۰٫۳۵           | (۲۰۰۶)، ۲۰۱۰، ۲۰۱۴                | فهرست گل‌ها      |
| ۳۸   | انر والنسیا#♦          | اکوادور             | ۶         | ۶          | ۱٫۰۰           | ۲۰۱۴، ۲۰۱۸                        | فهرست گل‌ها      |
| ۳۸   | رابین فن پرسی          | هلند                | ۶         | ۱۷         | ۰٫۳۵           | ۲۰۰۶، ۲۰۱۰، ۲۰۱۴                  | فهرست گل‌ها      |
| ۳۸   | ایوان پریشیچ#♦         | کرواسی              | ۶         | ۱۷         | ۰٫۴۲           | ۲۰۱۴، ۲۰۱۸، ۲۰۲۲                  | فهرست گل‌ها      |
| ۳۸   | ماریو کمپس             | آرژانتین            | ۶         | ۱۸         | ۰٫۳۳           | (۱۹۷۴)، ۱۹۷۸، (۱۹۸۲)              | فهرست گل‌ها      |
| ۳۸   | لوتار ماتئوس           | آلمان غربی · آلمان  | ۶         | ۲۵         | ۰٫۲۴           | (۱۹۸۲)، ۱۹۸۶، ۱۹۹۰، ۱۹۹۴ ، (۱۹۹۸) | [ ۷۸ ]          |
| ۶۴   | پدرو سی                | اروگوئه             | ۵         | ۴          | ۱٫۲۵           | ۱۹۳۰                              | فهرست گل‌ها      |
| ۶۴   | سیلویو پیولا           | ایتالیا             | ۵         | ۴          | ۱٫۲۵           | ۱۹۳۸                              | [ ۸۰ ]          |
| ۶۴   | گیولا زنگلر            | مجارستان            | ۵         | ۴          | ۱٫۲۵           | ۱۹۳۸                              | [ ۸۱ ]          |
| ۶۴   | پیتر مک‌پارلند♦         | ایرلند شمالی        | ۵         | ۵          | ۱٫۰۰           | ۱۹۵۸                              | فهرست گل‌ها      |
| ۶۴   | توماس اسکوراوی         | چکسلواکی            | ۵         | ۵          | ۱٫۰۰           | ۱۹۹۰                              | [ ۸۳ ]          |
| ۶۴   | خوان آلبرتو شیافینو    | اروگوئه             | ۵         | ۶          | ۰٫۸۳           | ۱۹۵۰، ۱۹۵۴                        | [ ۸۴ ]          |
| ۶۴   | جف هرست                | انگلستان            | ۵         | ۶          | ۰٫۸۳           | ۱۹۶۶، ۱۹۷۰                        | فهرست گل‌ها      |
| ۶۴   | یان دال توماسون♦       | دانمارک             | ۵         | ۶          | ۰٫۸۳           | ۲۰۰۲، ۲۰۱۰                        | فهرست گل‌ها      |
| ۶۴   | آلساندرو آلتوبلی       | ایتالیا             | ۵         | ۷          | ۰٫۷۱           | ۱۹۸۲، ۱۹۸۶                        | [ ۸۷ ]          |
| ۶۴   | کنت آندرشون♦           | سوئد                | ۵         | ۷          | ۰٫۷۱           | ۱۹۹۴                              | فهرست گل‌ها      |
| ۶۴   | فرناندو مورینتس        | اسپانیا             | ۵         | ۷          | ۰٫۷۱           | ۱۹۹۸، ۲۰۰۲                        | فهرست گل‌ها      |
| ۶۴   | روماریو                | برزیل               | ۵         | ۸          | ۰٫۶۳           | (۱۹۹۰)، ۱۹۹۴                      | فهرست گل‌ها      |
| ۶۴   | مارک ویلموتس♦          | بلژیک               | ۵         | ۸          | ۰٫۶۳           | [۱۹۹۰]، (۱۹۹۴)، ۱۹۹۸، ۲۰۰۲        | فهرست گل‌ها      |
| ۶۴   | ماریو مانجوکیچ         | کرواسی              | ۵         | ۸          | ۰٫۶۳           | ۲۰۱۴، ۲۰۱۸                        | فهرست گل‌ها      |
| ۶۴   | والنتین کوزمیچ ایوانوف | اتحاد جماهیر شوروی  | ۵         | ۹          | ۰٫۵۶           | ۱۹۵۸، ۱۹۶۲                        | فهرست گل‌ها      |
| ۶۴   | امیلیو بوتراگوئنو      | اسپانیا             | ۵         | ۹          | ۰٫۵۶           | ۱۹۸۶، (۱۹۹۰)                      | فهرست گل‌ها      |
| ۶۴   | روژه میلا♦             | کامرون              | ۵         | ۹          | ۰٫۵۶           | (۱۹۸۲)، ۱۹۹۰، ۱۹۹۴                | [ ۹۵ ]          |
| ۶۴   | تیم کیهیل♦             | استرالیا            | ۵         | ۹          | ۰٫۵۶           | ۲۰۰۶، ۲۰۱۰، ۲۰۱۴، (۲۰۱۸)          | فهرست گل‌ها      |
| ۶۴   | هانس کرانکل            | اتریش               | ۵         | ۱۰         | ۰٫۵۰           | ۱۹۷۸، ۱۹۸۲                        | فهرست گل‌ها      |
| ۶۴   | روملو لوکاکو♦#         | بلژیک               | ۵         | ۱۱         | ۰٫۴۵           | ۲۰۱۴، ۲۰۱۸، ۲۰۲۲                  | فهرست گل‌ها      |
| ۶۴   | رائول                  | اسپانیا             | ۵         | ۱۱         | ۰٫۴۵           | ۱۹۹۸، ۲۰۰۲، ۲۰۰۶                  | فهرست گل‌ها      |
| ۶۴   | گارینشا                | برزیل               | ۵         | ۱۲         | ۰٫۴۲           | (۱۹۵۸)، ۱۹۶۲، ۱۹۶۶                | [ ۱۰۱ ]         |
| ۶۴   | یوهان نیکنز            | هلند                | ۵         | ۱۲         | ۰٫۴۲           | ۱۹۷۴، (۱۹۷۸)                      | [ ۱۰۲ ]         |
| ۶۴   | فرناندو ئیه‌رو          | اسپانیا             | ۵         | ۱۲         | ۰٫۴۲           | [۱۹۹۰]، ۱۹۹۴، ۱۹۹۸، ۲۰۰۲          | فهرست گل‌ها      |
| ۶۴   | زین‌الدین زیدان         | فرانسه              | ۵         | ۱۲         | ۰٫۴۲           | ۱۹۹۸، (۲۰۰۲)، ۲۰۰۶                | [ ۱۰۴ ]         |
| ۶۴   | لندون داناون♦          | ایالات متحده آمریکا | ۵         | ۱۲         | ۰٫۴۲           | ۲۰۰۲، (۲۰۰۶)، ۲۰۱۰                | فهرست گل‌ها      |
| ۶۴   | هنریک لارشون♦          | سوئد                | ۵         | ۱۳         | ۰٫۳۸           | ۱۹۹۴، ۲۰۰۲، ۲۰۰۶                  | فهرست گل‌ها      |
| ۶۴   | میشل پلاتینی           | فرانسه              | ۵         | ۱۴         | ۰٫۳۶           | ۱۹۷۸، ۱۹۸۲، ۱۹۸۶                  | [ ۱۰۷ ]         |
| ۶۴   | زیکو                   | برزیل               | ۵         | ۱۴         | ۰٫۳۶           | ۱۹۷۸، ۱۹۸۲، (۱۹۸۶)                | [ ۱۰۸ ]         |
| ۶۴   | گونسالو ایگواین        | آرژانتین            | ۵         | ۱۴         | ۰٫۳۶           | ۲۰۱۰، ۲۰۱۴، (۲۰۱۸)                | فهرست گل‌ها      |
| ۶۴   | ادینسون کاوانی#        | اروگوئه             | ۵         | ۱۷         | ۰٫۲۹           | ۲۰۱۰، ۲۰۱۴، ۲۰۱۸، ۲۰۲۲            | فهرست گل‌ها      |
| ۶۴   | لوکاس پودولسکی         | آلمان               | ۵         | ۱۵         | ۰٫۳۳           | ۲۰۰۶، ۲۰۱۰، (۲۰۱۴)                | فهرست گل‌ها      |
| ۶۴   | فرانتس بکن‌باوئر        | آلمان غربی          | ۵         | ۱۸         | ۰٫۲۸           | ۱۹۶۶، ۱۹۷۰، (۱۹۷۴)                | فهرست گل‌ها      |
| ۶۴   | الیویه ژیرو#           | فرانسه              | ۵         | ۱۸         | ۰٫۲۸           | ۲۰۱۴، (۲۰۱۸)، ۲۰۲۲                | فهرست گل ها     |

### ترتیب زمانی

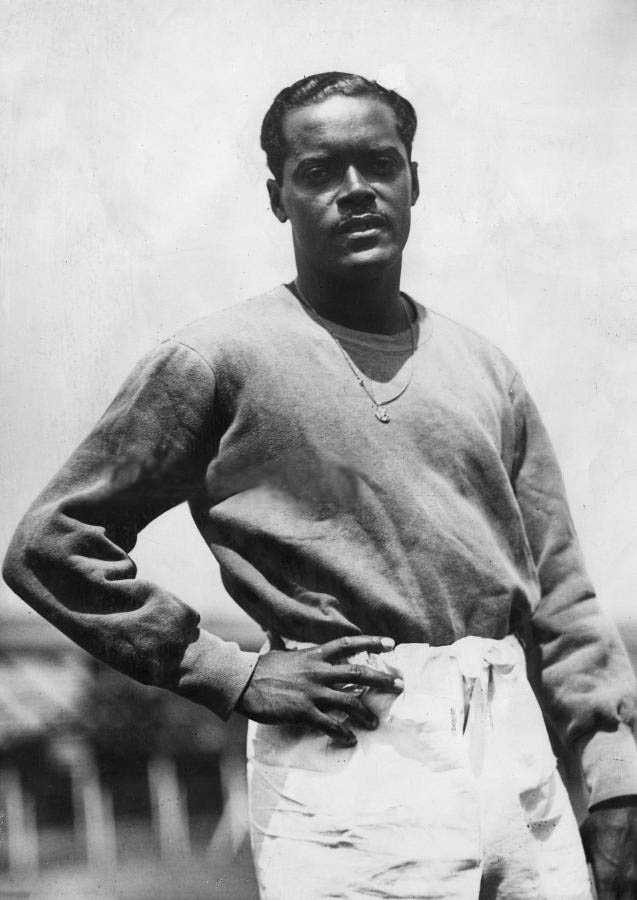
لئونیداس دا سیلوا در جام جهانی ۱۹۳۴ و ۱۹۳۸ توانست ۸ گل برای برزیل به ثمر برساند.

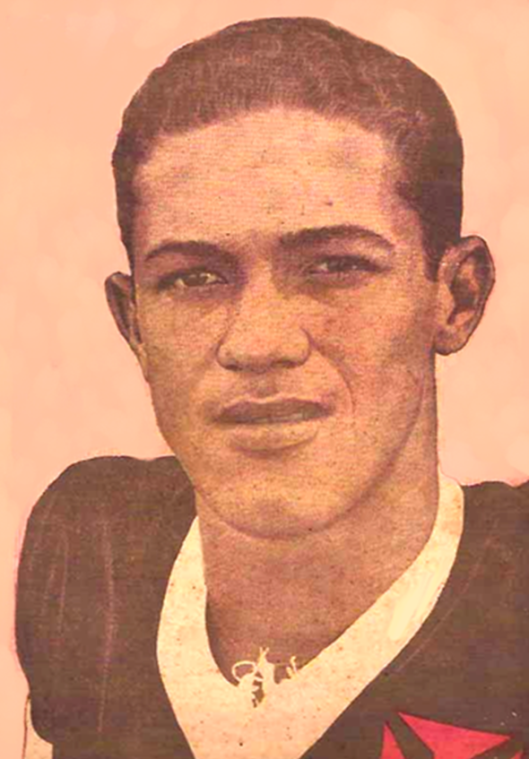
آدمیر مارکز منز در جام جهانی ۱۹۵۰ توانست ۸ گل برای برزیل به ثمر برساند.

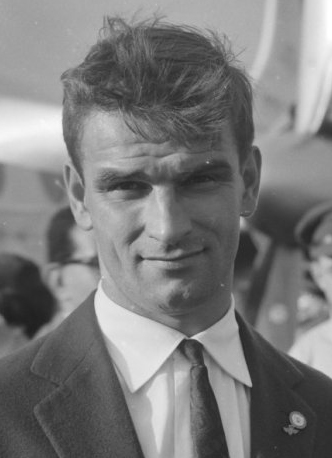
شاندور کوچیش اولین بازیکنی بود که ۱۰ گل یا بیشتر در یک دوره به ثمر رساند. او تنها در ۵ بازی ۱۱ گل به ثمر رساند.

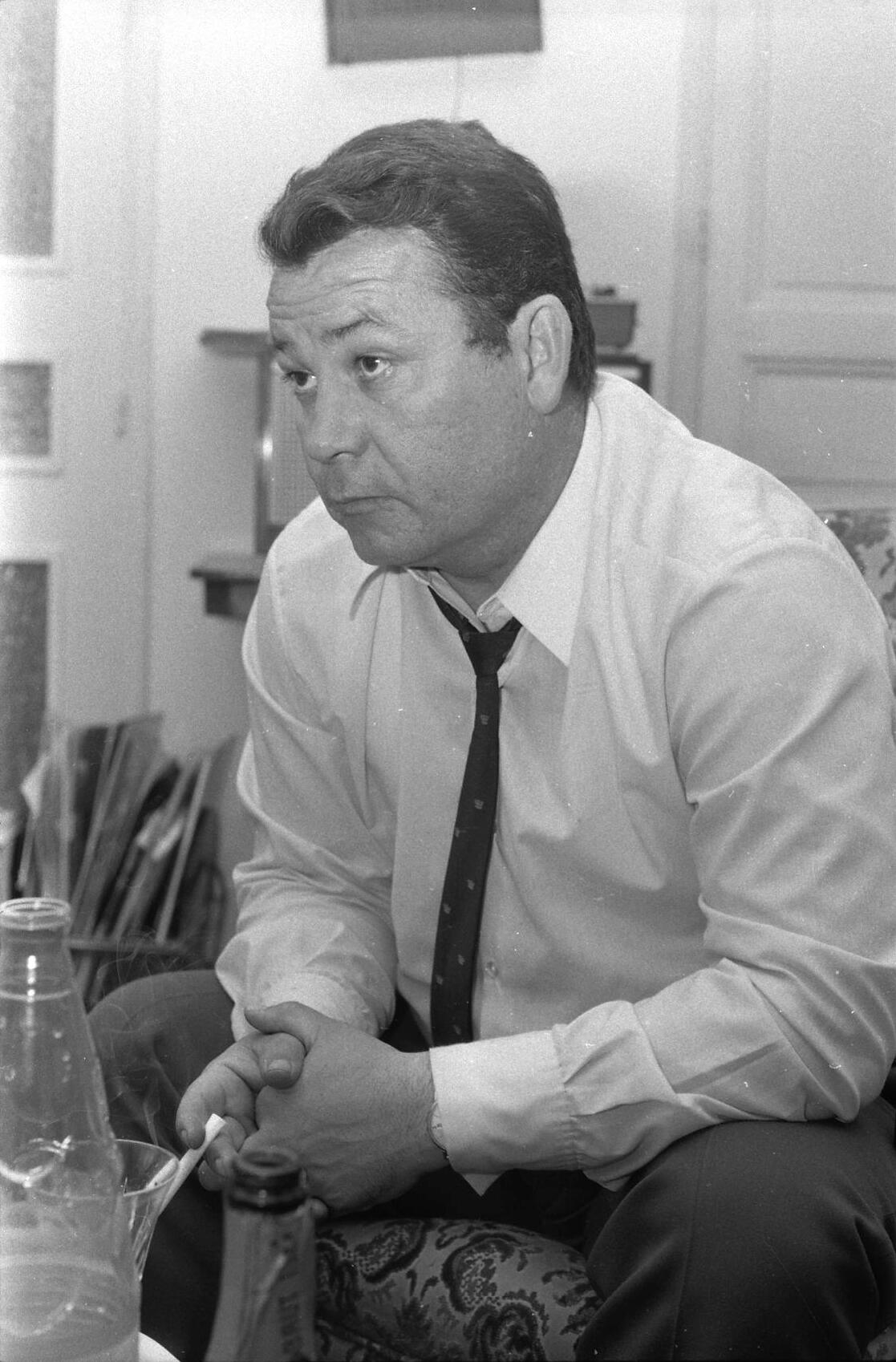
ژوست فونتن در جام جهانی فوتبال ۱۹۵۸ توانست ۱۳ گل به ثمر برساند.

| راهنما | راهنما                       |
| ------ | ---------------------------- |
|        | گل رکورد جدیدی ثبت کرد       |
|        | گل با رکورد موجود برابری کرد |

| گل‌ها | تاریخ         | بازیکن            | تیم                 | گل  | حریف                | نتیجه   | تورنمت و مرحله            | گل‌های قبلی | ارجاع    |
| ---- | ------------- | ----------------- | ------------------- | --- | ------------------- | ------- | ------------------------- | --- | -------- |
| ۱    | ۱۳ ژوئیه ۱۹۳۰ | لوسین لوران       | فرانسه              | ۱–۰ | مکزیک               | ۴–۱     | ۱۹۳۰، اروگوئه مرحلهٔ گروهی | ن/م | [ nb ۶ ] |
| ۱    | ۱۳ ژوئیه ۱۹۳۰ | بارت مک گی        | ایالات متحده آمریکا | ۱–۰ | بلژیک               | ۳–۰     | ۱۹۳۰، اروگوئه مرحلهٔ گروهی | ن/م | [ nb ۶ ] |
| ۱    | ۱۳ ژوئیه ۱۹۳۰ | مارسل لانگیلر     | فرانسه              | ۲–۰ | مکزیک               | ۴–۱     | ۱۹۳۰، اروگوئه مرحلهٔ گروهی | ن/م | [ nb ۶ ] |
| ۱    | ۱۳ ژوئیه ۱۹۳۰ | آندره ماشینوت     | فرانسه              | ۳–۰ | مکزیک               | ۴–۱     | ۱۹۳۰، اروگوئه مرحلهٔ گروهی | ن/م | [ nb ۶ ] |
| ۱    | ۱۳ ژوئیه ۱۹۳۰ | تام فلوری         | ایالات متحده آمریکا | ۲–۰ | بلژیک               | ۳–۰     | ۱۹۳۰، اروگوئه مرحلهٔ گروهی | ن/م | [ nb ۶ ] |
| ۱    | ۱۳ ژوئیه ۱۹۳۰ | برت پیتنود        | ایالات متحده آمریکا | ۳–۰ | بلژیک               | ۳–۰     | ۱۹۳۰، اروگوئه مرحلهٔ گروهی | ن/م | [ nb ۶ ] |
| ۱    | ۱۳ ژوئیه ۱۹۳۰ | خوان کرینو        | مکزیک               | ۱–۳ | فرانسه              | ۱–۴     | ۱۹۳۰، اروگوئه مرحلهٔ گروهی | ن/م | [ nb ۶ ] |
| ۲    | ۱۳ ژوئیه ۱۹۳۰ | آندره ماشینوت     | فرانسه              | ۴–۱ | مکزیک               | ۴–۱     | ۱۹۳۰، اروگوئه مرحلهٔ گروهی | - ۱۹۳۰ برابر مکزیک | [ nb ۶ ] |
| ۲    | ۱۶ ژوئیه ۱۹۳۰ | کارلوس ویدال      | شیلی                | ۳–۰ | مکزیک               | ۳–۰     | ۱۹۳۰، اروگوئه مرحلهٔ گروهی | - ۱۹۳۰ برابر مکزیک | [ ۱۱۶ ]  |
| ۲    | ۱۷ ژوئیه ۱۹۳۰ | ایوان بک          | یوگسلاوی            | ۱–۰ | بولیوی              | ۴–۰     | ۱۹۳۰، اروگوئه مرحلهٔ گروهی | - ۱۹۳۰ برابر برزیل | [ ۱۱۷ ]  |
| ۳    | ۱۷ ژوئیه ۱۹۳۰ | ایوان بک          | یوگسلاوی            | ۳–۰ | بولیوی              | ۴–۰     | ۱۹۳۰، اروگوئه مرحلهٔ گروهی | - ۱۹۳۰ برابر برزیل | [ ۱۱۷ ]  |
| ۳    | ۱۷ ژوئیه ۱۹۳۰ | برت پیتنود        | ایالات متحده آمریکا | ۲–۰ | پاراگوئه            | ۳–۰     | ۱۹۳۰، اروگوئه مرحلهٔ گروهی | - ۱۹۳۰ برابر بلژیک، پاراگوئه | [ ۱۱۸ ]  |
| ۴    | ۱۷ ژوئیه ۱۹۳۰ | برت پیتنود        | ایالات متحده آمریکا | ۳–۰ | پاراگوئه            | ۳–۰     | ۱۹۳۰، اروگوئه مرحلهٔ گروهی | - ۱۹۳۰ برابر بلژیک، پاراگوئه | [ ۱۱۸ ]  |
| ۴    | ۲۲ ژوئیه ۱۹۳۰ | گیرمو استابیله    | آرژانتین            | ۱–۰ | شیلی                | ۳–۱     | ۱۹۳۰، اروگوئه مرحلهٔ گروهی | - ۱۹۳۰ برابر مکزیک (۳) | [ ۱۱۹ ]  |
| ۵    | ۲۲ ژوئیه ۱۹۳۰ | گیرمو استابیله    | آرژانتین            | ۳–۰ | شیلی                | ۳–۱     | ۱۹۳۰، اروگوئه مرحلهٔ گروهی | - ۱۹۳۰ برابر مکزیک (۳) | [ ۱۱۹ ]  |
| ۶    | ۲۶ ژوئیه ۱۹۳۰ | گیرمو استابیله    | آرژانتین            | ۳–۰ | ایالات متحدهٔ آمریکا | ۶–۱     | ۱۹۳۰، اروگوئه نیمه‌نهایی   | - ۱۹۳۰ برابر مکزیک (۳) | [ ۱۱۹ ]  |
| ۷    | ۲۶ ژوئیه ۱۹۳۰ | گیرمو استابیله    | آرژانتین            | ۳–۰ | ایالات متحدهٔ آمریکا | ۶–۱     | ۱۹۳۰، اروگوئه نیمه‌نهایی   | - ۱۹۳۰ برابر مکزیک (۳) | [ ۱۱۹ ]  |
| ۸    | ۳۰ ژوئیه ۱۹۳۰ | گیرمو استابیله    | آرژانتین            | ۲–۱ | اروگوئه             | ۲–۴     | ۱۹۳۰، اروگوئه فینال       | - ۱۹۳۰ برابر مکزیک (۳) | [ ۱۱۹ ]  |
| ۸    | ۱۹ ژوئن ۱۹۳۸  | لئونیداس دا سیلوا | برزیل               | ۳–۲ | سوئد                | ۴–۲     | ۱۹۳۸، فرانسه پلی‌اف سوم    | - ۱۹۳۴ برابر اسپانیا - ۱۹۳۸ برابر لهستان (۳)، چکسلواکی، چکسلواکی، سوئد                                                                       | [ ۱۲۰ ]  |
| ۸    | ۱۳ ژوئیه ۱۹۵۰ | آدمیر             | برزیل               | ۵–۰ | اسپانیا             | ۶–۱     | ۱۹۵۰، برزیل فینال         | - ۱۹۵۰ برابر مکزیک (۲)، یوگسلاوی، سوئد (۴)                                                                                                   | [ ۳۹ ]   |
| ۸    | ۲۷ ژوئن ۱۹۵۴  | شاندور کوچیش      | مجارستان            | ۲–۰ | برزیل               | ۴–۲     | ۱۹۵۴، سوئیس یک‌چهارم نهایی | - ۱۹۵۴ برابر کرهٔ جنوبی (۳)، آلمان غربی (۴)                                                                                                   | [ ۱۲۱ ]  |
| ۹    | ۲۷ ژوئن ۱۹۵۴  | شاندور کوچیش      | مجارستان            | ۴–۲ | برزیل               | ۴–۲     | ۱۹۵۴، سوئیس یک‌چهارم نهایی | - ۱۹۵۴ برابر کرهٔ جنوبی (۳)، آلمان غربی (۴)                                                                                                   | [ ۱۲۱ ]  |
| ۱۰   | ۳۰ ژوئن ۱۹۵۴  | شاندور کوچیش      | مجارستان            | ۳–۲ | اروگوئه             | ۴–۲و. ا | ۱۹۵۴، سوئیس نیمه‌نهایی     | - ۱۹۵۴ برابر کرهٔ جنوبی (۳)، آلمان غربی (۴)                                                                                                   | [ ۱۲۱ ]  |
| ۱۱   | ۳۰ ژوئن ۱۹۵۴  | شاندور کوچیش      | مجارستان            | ۴–۲ | اروگوئه             | ۴–۲و. ا | ۱۹۵۴، سوئیس نیمه‌نهایی     | - ۱۹۵۴ برابر کرهٔ جنوبی (۳)، آلمان غربی (۴)                                                                                                   | [ ۱۲۱ ]  |
| ۱۱   | ۲۸ ژوئن ۱۹۵۸  | ژوست فونتن        | فرانسه              | ۳–۱ | آلمان غربی          | ۶–۳     | ۱۹۵۸، سوئد پلی‌اف سوم      | - ۱۹۵۸ برابر پاراگوئه (۳)، یوگسلاوی (۲)، اسکاتلند، ایرلند شمالی (۲)، برزیل، آلمان غربی                                                       | [ ۱۲۲ ]  |
| ۱۲   | ۲۸ ژوئن ۱۹۵۸  | ژوست فونتن        | فرانسه              | ۵–۲ | آلمان غربی          | ۶–۳     | ۱۹۵۸، سوئد پلی‌اف سوم      | - ۱۹۵۸ برابر پاراگوئه (۳)، یوگسلاوی (۲)، اسکاتلند، ایرلند شمالی (۲)، برزیل، آلمان غربی                                                       | [ ۱۲۲ ]  |
| ۱۳   | ۲۸ ژوئن ۱۹۵۸  | ژوست فونتن        | فرانسه              | ۶–۳ | آلمان غربی          | ۶–۳     | ۱۹۵۸، سوئد پلی‌اف سوم      | - ۱۹۵۸ برابر پاراگوئه (۳)، یوگسلاوی (۲)، اسکاتلند، ایرلند شمالی (۲)، برزیل، آلمان غربی                                                       | [ ۱۲۲ ]  |
| ۱۳   | ۳ ژوئیه ۱۹۷۴  | گرد مولر          | آلمان غربی          | ۱–۰ | لهستان              | ۱–۰     | ۱۹۷۴، آلمان غربی دور دوم  | - ۱۹۷۰ برابر مراکش، بلغارستان (۳)، پرو (۳)، انگلیس، ایتالیا (۲) - ۱۹۷۴ برابر استرالیا، یوگسلاوی                                              | [ ۱۱ ]   |
| ۱۴   | ۶ ژوئیه ۱۹۷۴  | گرد مولر          | آلمان غربی          | ۲–۱ | هلند                | ۲–۱     | ۱۹۷۴، آلمان غربی فینال    | - ۱۹۷۰ برابر مراکش، بلغارستان (۳)، پرو (۳)، انگلیس، ایتالیا (۲) - ۱۹۷۴ برابر استرالیا، یوگسلاوی                                              | [ ۱۱ ]   |
| ۱۴   | ۲۲ ژوئن ۲۰۰۶  | رونالدو           | برزیل               | ۴–۱ | ژاپن                | ۴–۱     | ۲۰۰۶، آلمان مرحلهٔ گروهی   | - ۱۹۹۸ برابر مراکش، شیلی (۲)، هلند - ۲۰۰۲ برابر ترکیه، چین، کاستاریکا (۲)، بلژیک، ترکیه، آلمان (۲) - ۲۰۰۶ برابر ژاپن                         | [ ۱۲۳ ]  |
| ۱۵   | ۲۷ ژوئن ۲۰۰۶  | رونالدو           | برزیل               | ۱–۰ | غنا                 | ۳–۰     | ۲۰۰۶، آلمان یک شانزدهم    | - ۱۹۹۸ برابر مراکش، شیلی (۲)، هلند - ۲۰۰۲ برابر ترکیه، چین، کاستاریکا (۲)، بلژیک، ترکیه، آلمان (۲) - ۲۰۰۶ برابر ژاپن                         | [ ۱۲۳ ]  |
| ۱۵   | ۲۱ ژوئن ۲۰۱۴  | میروسلاو کلوزه    | آلمان               | ۲–۲ | غنا                 | ۲–۲     | ۲۰۱۴، برزیل مرحلهٔ گروهی   | - ۲۰۰۲ برابر عربستان سعودی (۳)، ایرلند، کامرون - ۲۰۰۶ برابر کاستاریکا (۲)، اکوادور (۲)، آرژانتین - ۲۰۱۰ برابر استرالیا، انگلیس، آرژانتین (۲) | [ ۱۲۴ ]  |
| ۱۶   | ۸ ژوئیه ۲۰۱۴  | میروسلاو کلوزه    | آلمان               | ۲–۰ | برزیل               | ۷–۱     | ۲۰۱۴، برزیل نیمه‌نهایی     | - ۲۰۰۲ برابر عربستان سعودی (۳)، ایرلند، کامرون - ۲۰۰۶ برابر کاستاریکا (۲)، اکوادور (۲)، آرژانتین - ۲۰۱۰ برابر استرالیا، انگلیس، آرژانتین (۲) | [ ۱۲۴ ]  |

## برترین گلزنان هر تورنمنت

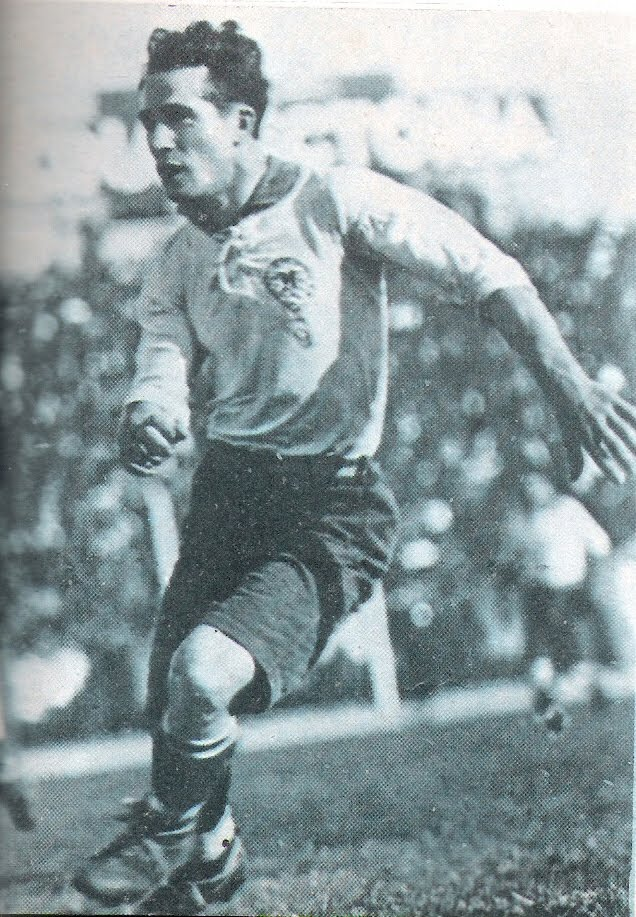
گیرمو استابیله در جام جهانی ۱۹۳۰ با زدن ۸ گل برای آرژانتین برترین گلزن این تورنمت شد.

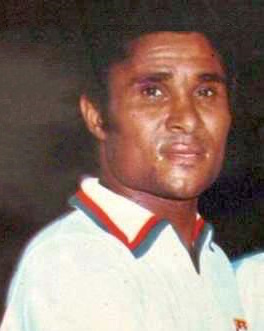
اوزه‌بیو در جام جهانی ۱۹۶۶ ۹ گل برای پرتغال به ثمر رساند.

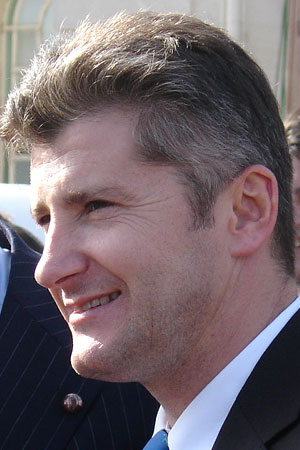
داور شوکر در جام جهانی ۱۹۹۸ توانست ۶ گل برای کرواسی به ثمر برساند.

| جام جهانی                | بازیکن                 | تیم                | گل‌ها | بازی‌ها | کفش طلا            | دیگر جوایز                   |
| ------------------------ | ---------------------- | ------------------ | ---- | ------ | ------------------ | ---------------------------- |
| اروگوئه ۱۹۳۰             | گیرمو استابیله         | آرژانتین           | ۸    | ۴      | Yes                | توپ نقره                     |
| ایتالیا ۱۹۳۴             | اولدریش نیدلی          | چکسلواکی           | ۵    | ۴      | Yes                | توپ برنز                     |
| فرانسه ۱۹۳۸              | لئونیداس دا سیلوا      | برزیل              | ۷    | ۵      | Yes                | توپ طلا                      |
| برزیل ۱۹۵۰               | آدمیر مارکز منز        | برزیل              | ۸    | ۶      | Yes                | توپ برنز                     |
| سوئیس ۱۹۵۴               | شاندور کوچیش           | مجارستان           | ۱۱   | ۵      | Yes                | توپ طلا                      |
| سوئد ۱۹۵۸                | ژوست فونتن             | فرانسه             | ۱۳   | ۶      | Yes                | توپ برنز                     |
| شیلی ۱۹۶۲                | گارینشا                | برزیل              | ۴    | ۶      | N                  | توپ طلا                      |
| شیلی ۱۹۶۲                | واوا                   | برزیل              | ۶    | N      |                    |                              |
| شیلی ۱۹۶۲                | لئونل سانچز            | شیلی               | ۶    | Yes    | توپ برنز           |                              |
| شیلی ۱۹۶۲                | فلوریان آلبرت          | مجارستان           | ۴    | N      | بهترین بازیکن جوان |                              |
| شیلی ۱۹۶۲                | والنتین کوزمیچ ایوانوف | اتحاد جماهیر شوروی | ۴    | N      |                    |                              |
| شیلی ۱۹۶۲                | دراژان یرکوویچ         | یوگسلاوی           | ۶    | N      |                    |                              |
| انگلستان ۱۹۶۶            | اوزه‌بیو                | پرتغال             | ۹    | ۶      | Yes                | توپ برنز                     |
| مکزیک ۱۹۷۰               | گرد مولر               | آلمان غربی         | ۱۰   | ۶      | Yes                | بهترین بازیکن جوان، توپ برنز |
| آلمان غربی ۱۹۷۴          | گژگوش لاتو             | لهستان             | ۷    | ۷      | Yes                |                              |
| آرژانتین ۱۹۷۸            | ماریو کمپس             | آرژانتین           | ۶    | ۷      | Yes                | توپ طلا                      |
| اسپانیا ۱۹۸۲             | پائولو روسی            | ایتالیا            | ۶    | ۷      | Yes                | توپ طلا                      |
| مکزیک ۱۹۸۶               | گری لینکر              | انگلستان           | ۶    | ۵      | Yes                |                              |
| ایتالیا ۱۹۹۰             | سالواتوره اسکیلاچی     | ایتالیا            | ۶    | ۷      | Yes                | توپ طلا                      |
| ایالات متحده آمریکا ۱۹۹۴ | هریستو استویچکوف       | بلغارستان          | ۶    | ۷      | Yes                | توپ برنز                     |
| ایالات متحده آمریکا ۱۹۹۴ | اولگ سالنکو            | روسیه              | ۳    | N      |                    |                              |
| فرانسه ۱۹۹۸              | داور شوکر              | کرواسی             | ۶    | ۷      | Yes                | توپ نقره                     |
| کره جنوبی و · ژاپن ۲۰۰۲  | رونالدو                | برزیل              | ۸    | ۷      | Yes                | توپ نقره                     |
| آلمان ۲۰۰۶               | میروسلاو کلوزه         | آلمان              | ۵    | ۷      | Yes                |                              |
| آفریقای جنوبی ۲۰۱۰       | توماس مولر             | آلمان              | ۵    | ۷      | Yes                | کفش طلا، بهترین بازیکن جوان  |
| آفریقای جنوبی ۲۰۱۰       | داوید ویا              | اسپانیا            | ۷    | N      | کفش نقره، توپ برنز |                              |
| آفریقای جنوبی ۲۰۱۰       | وسلی اسنایدر           | هلند               | ۷    | N      | کفش برنز، توپ نقره |                              |
| آفریقای جنوبی ۲۰۱۰       | دیگو فورلان            | اروگوئه            | ۷    | N      | توپ طلا            |                              |
| برزیل ۲۰۱۴               | خامس رودریگز           | کلمبیا             | ۶    | ۵      | Yes                |                              |
| روسیه ۲۰۱۸               | هری کین                | انگلستان           | ۶    | ۶      | Yes                |                              |